# 도스토옙스카야역 (모스크바 지하철)
도스토옙스카야역(러시아어: Достоевская)은 모스크바 지하철 류블린스코 드미트롭스카야 선의 역이다. 명칭은 수보롭스키 광장 근처에서 태어난 작가 표도르 도스토옙스키의 이름을 따서 지어졌다.

## 역사
도스토옙스카야 역은 2010년 6월 19일에 마리나 로샤 역 구간 개통 시 북부 연장선의 일부로 개통되었다.

## 건설
도스토옙스카야 역의 건설은 1990년대에 시작되었는데, 몇 년간의 불충분한 자금으로 공사가 연기되었다. 2007년에 자금이 배정되고 좌우로 철도 터널이 모두 건설되면서 공사가 재개되었다. 승강장 건설은 그 후에 시작되었다. 2009년 4월, 자금 부족으로 모스크바 지하철 당국은 역의 개통을 2010년 5월로 연기하게 되었고, 개장 며칠 전에 에스컬레이터의 조정을 위해 다시 6월로 연기되었다.

## 지리
도스토옙스카야 역은 러시아 군대 극장, 수보롭스키 광장 바로 서쪽에 위치하며, 출입구는 총 2개 존재한다. 교차로 약간 북쪽에 콜체바야 선이 통과하고 있지만, 메트로에서는 경제적 타당성을 이유로 역 계획을 보류하게 되었다. 콜체바야 선 개통이 실현된다면 환승이 될 전망으로 역명은 인근에 위치한 "수보롭스키 플로샤디"이다.

## 구조
1면 2선 섬식 승강장의 구조이고, 지하 역사이다.

## 사진

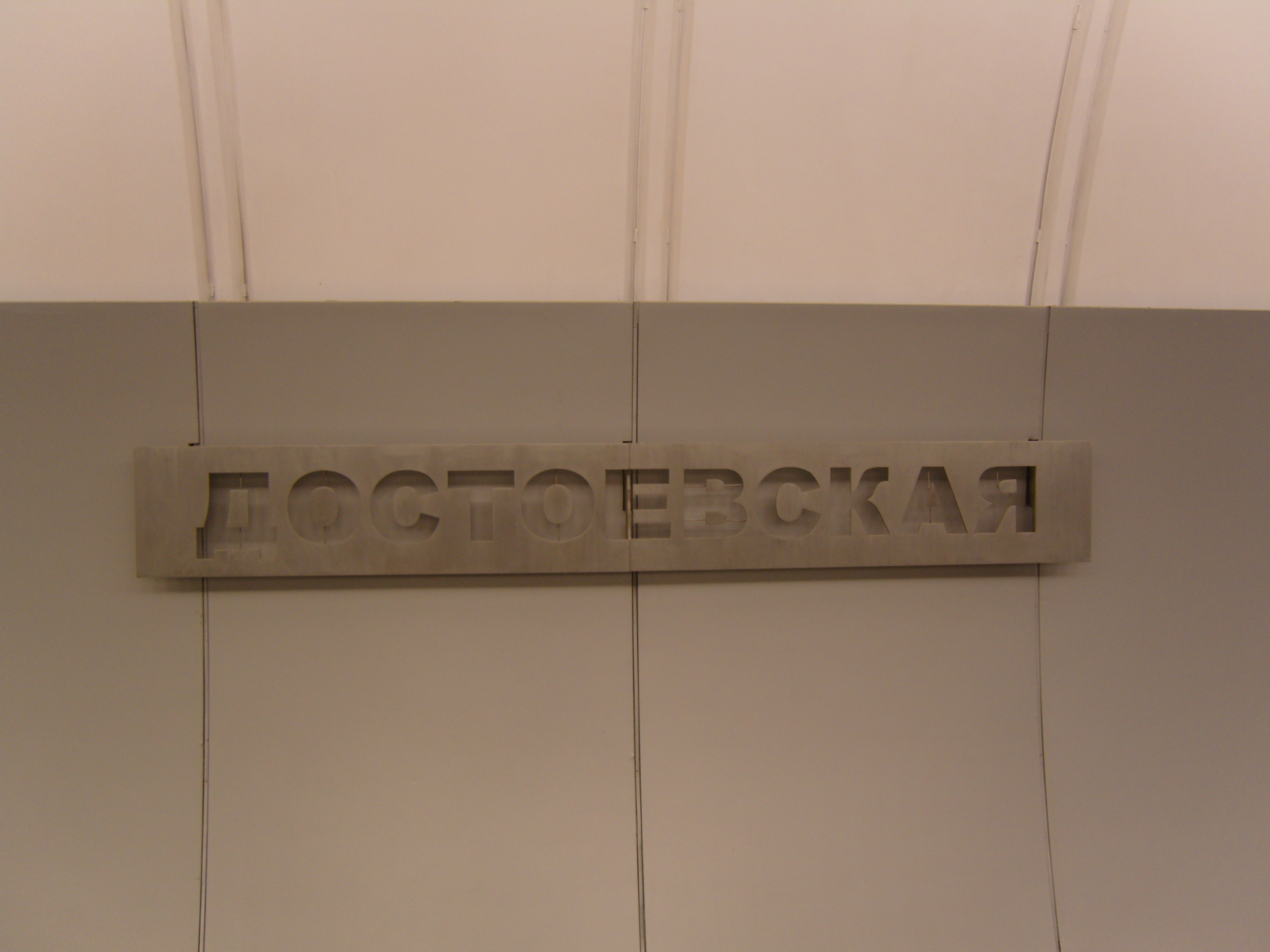
역명판